# Línea SE728 (EMT Madrid)
El Servicio Especial (S.E.) codificado como SE728 de la EMT de Madrid unió las estaciones de Puerta del Ángel y Oporto, durante las obras de renovación de la línea 6 de Metro de Madrid. Prestó servicio entre el 4 de julio y el 13 de septiembre de 2015.

## Recorrido y paradas
La línea empezaba en el Paseo de Extremadura, cerca de la boca de metro de Puerta del Ángel. Recorría dicho Paseo hasta la calle Huerta de Castañeda, donde giraba a la izquierda. A continuación, giraba a la derecha para incorporarse a la calle Higueras. Giraba a la izquierda en la misma calle, que recorría entera hasta llegar a la Plaza de Achicoria, donde giraba a la izquierda y luego a la derecha para ir por la Calle de la Alhambra, que recorría entera hasta llegar a la Glorieta de los Cármenes. Finalmente recorría la Avenida de Nuestra Señora de Valvanera y una parte de la calle Oca. La línea finalizaba en la Glorieta del Valle de Oro, justo al principio de la Avenida de Oporto.
El recorrido de vuelta era igual al de ida solo que en sentido contrario.
| Estación sustituida | Parada                                           | Parada                                | Otras conexiones |
| Estación sustituida | Sentido Oporto                                   | Sentido Puerta del Ángel              | Otras conexiones |
| ------------------- | ------------------------------------------------ | ------------------------------------- | ---------------- |
| Puerta del Ángel    | 4251 Paseo de Extremadura, 22                    | 4250 Paseo de Extremadura, 15         | Puerta del Ángel |
| Alto de Extremadura | 879 Paseo de Extremadura, 158                    | 880 Paseo de Extremadura, 147         |                  |
| Lucero              | 2257 C/ Higueras frente 45                       | 2258 C/ Higueras, 49                  |                  |
| Laguna              | 5094 C/ Alhambra - Cuart de Poblet               | 2262 C/ Alhambra - Cuart de Poblet    | Laguna           |
| Carpetana           | 4766 Av. Ntra. Sra. de Valvanera - Vía Carpetana | 4248 Av. Ntra. Sra. de Valvanera, 116 |                  |
| Oporto              | 5601 Gta. Valle del Oro - Gral. Ricardos         | 2545 Gta. Valle del Oro, 5            | Oporto           |